# فرودگاه بین‌المللی شهرستان ناترونا/کسپر
فرودگاه بین‌المللی کسپر/ناترونا کانتی (به انگلیسی: Casper/Natrona County International Airport) یک فرودگاه همگانی بهره‌برداری هوایی با کد یاتا CPR است که یک باند فرود آسفالت دارد و طول باند آن ۳۰۹۸ متر است. این فرودگاه در کشور ایالات متحده آمریکا قرار دارد و در ارتفاع ۱۶۳۱ متری از سطح دریا واقع شده‌است.

## شرکت‌های هواپیمایی و مقصدهای پروازی

### مسافری
| شرکت‌های هواپیمایی | مقصدهای پروازی |
| ----------------- | -------------- |
| الیجنت ایر        | مک‌کاران        |
| دلتا کانکشن       | سالت‌لیک‌سیتی    |
| یونایتد اکسپرس    | دنور           |

Allegiant Air operates مک‌دانل داگلاس ام‌دی-۸۰ jetliners. اسکای‌وست operates Canadair بمباردیه سی‌آرجی ۱۰۰/۲۰۰ regional jets as Delta Connection. Trans States Airlines operates امبرائر ئی‌آرجی ۱۳۵/۱۴۰/۱۴۵ regional jets as یونایتد اکسپرس and گوجت ایرلاینز also operates Canadair بمباردیه سی‌آرجی ۷۰۰/۹۰۰ regional gets as United Express. Charter flights also take off and land at Casper - Natrona County Int'l .

### باری
| شرکت‌های هواپیمایی | مقصدهای پروازی                                                           |
| ----------------- | ------------------------------------------------------------------------ |
| فدکس اکسپرس       | بویزی، ممفیس، پورتلند                                                    |
| فدکس اکسپرس       | منطقه‌ای یلوستون، یمپا ولی، راک اسپرینگز، سالت‌لیک‌سیتی، محلی وسترن نبراسکا |